# هنري إي. إرفين
هنري إي. إرفين (بالإنجليزية: Henry E. Erwin)‏ هو عسكري أمريكي، ولد في 8 مايو 1921 في أدامسفيل في الولايات المتحدة، وتوفي في 16 يناير 2002 في برمنغهام في الولايات المتحدة.